# Hippopsis tibialis
Hippopsis tibialis är en skalbaggsart som beskrevs av Martins och Maria Helena M. Galileo 2003. Hippopsis tibialis ingår i släktet Hippopsis och familjen långhorningar. Inga underarter finns listade i Catalogue of Life.